# Lindsay (nome)
Lindsay è un nome proprio di persona inglese e scozzese maschile e femminile.

## Varianti
- Maschili: Lindsey[2][3]
- Femminili: Lindsey[2][3], Linsay[4], Linsey[5], Lyndsay[6], Lyndsey[7], Lyndsy, Lindsie (rara)[2][8]

## Origine e diffusione
Deriva da un cognome inglese e scozzese, originariamente derivato da un toponimo del Lincolnshire il cui significato era "isola di Lincoln" oppure "paludi di Lincoln" (a seconda di come viene interpretato l'elemento inglese antico ey, presente anche in Whitney e Sidney).
Inizialmente l'uso era maschile, similmente ai nomi Shirley e Lynn; dagli anni 1970 però cominciò ad essere molto usato al femminile, sia per la sua somiglianza al nome Linda che grazie all'attrice Lindsay Wagner. In Scozia comunque è usato ancora esclusivamente al maschile.

## Onomastico
L'onomastico può essere festeggiato il 1º novembre, festa di Ognissanti, non essendovi santi con questo nome che è quindi adespota.

## Persone

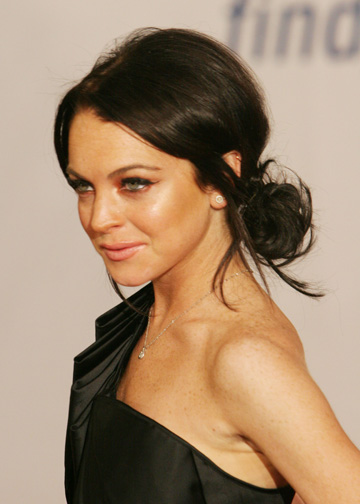
Lindsay Lohan

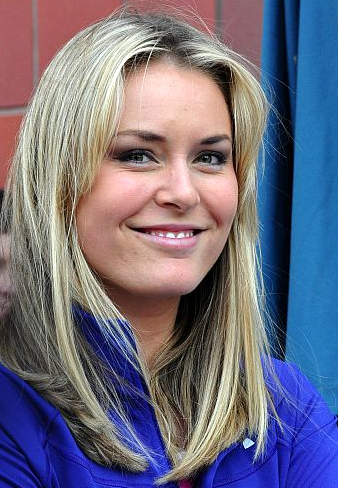
Lindsey Vonn

### Femminile
- Lindsay, cantante belga
- Lindsay Benko, nuotatrice statunitense
- Lindsay Crouse, attrice statunitense
- Lindsay Davenport, tennista statunitense
- Lindsay Ellingson, modella statunitense
- Lindsay Lohan, attrice, cantante e modella statunitense
- Lindsay Price, attrice statunitense
- Lindsay Pulsipher, attrice statunitense
- Lindsay Robins, cantante e cantautrice canadese
- Lindsay Shoop, canottiera statunitense
- Lindsay Sloane, attrice statunitense
- Lindsay Sparkes, giocatrice di curling canadese
- Lindsay Wagner, attrice statunitense

#### Variante femminile Lindsey

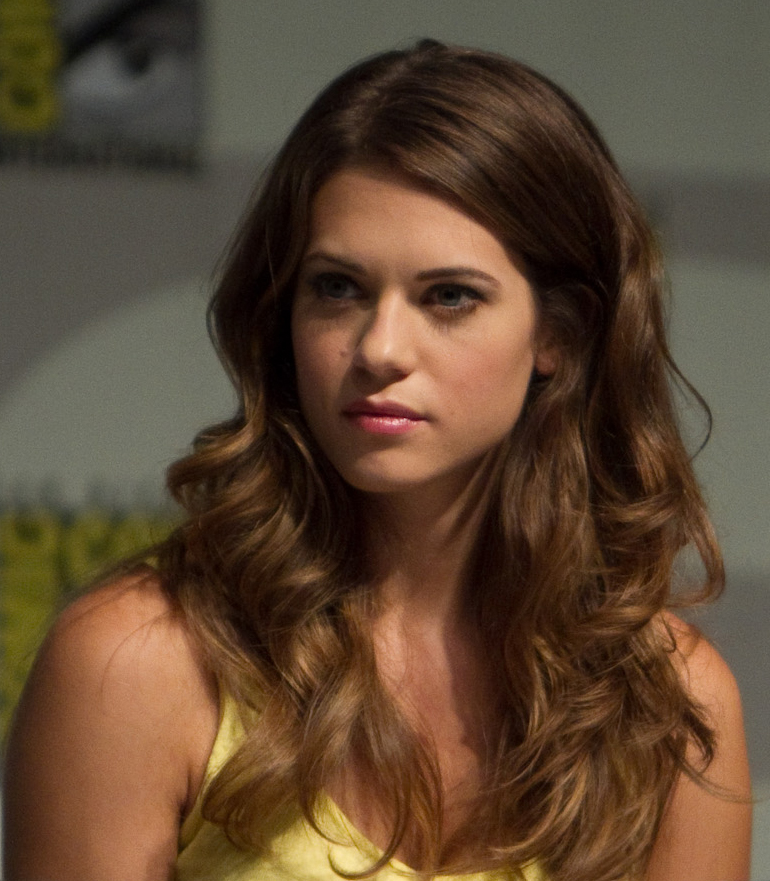
Lyndsy Fonseca

- Lindsey Berg, pallavolista statunitense
- Lindsey Davis, scrittrice britannica
- Lindsey Haun, attrice e cantante statunitense
- Lindsey Jacobellis, snowboarder statunitense
- Lindsey McKeon, attrice statunitense
- Lindsey Shaw, attrice statunitense
- Lindsey Stirling, violinista statunitense
- Lindsey Vonn, sciatrice alpina statunitense
- Lindsey Vuolo, modella statunitense
- Lindsey Weedon, pentatleta britannica
- Lindsey Wixson, modella statunitense

#### Altre varianti femminili
- Lyndsie Fogarty, canoista australiana
- Lyndsy Fonseca, attrice statunitense
- Lyndsey Marshal, attrice britannica
- Linsey Dawn McKenzie, pornoattrice britannica
- Lyndsey Rodrigues, conduttrice televisiva australiana

### Maschile

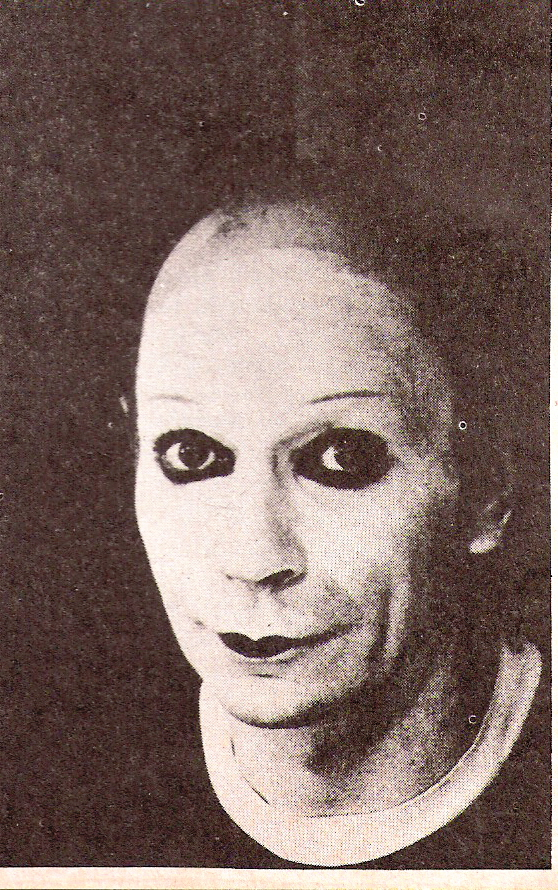
Lindsay Kemp

- Lindsay Anderson, regista britannico
- Lindsay Gaze, cestista e allenatore di pallacanestro australiano
- Lindsay Hairston, cestista statunitense
- Lindsay Kemp, coreografo, attore, ballerino, mimo e regista britannico
- Lindsay Tait, cestista neozelandese

#### Altre varianti maschili
- Lindsey Buckingham, chitarrista e cantante statunitense
- Lindsey Hunter, cestista e allenatore di pallacanestro statunitense

## Il nome nelle arti
- Lindsay è un personaggio della serie animata A tutto reality.
- Lindsay Gardner è un personaggio della serie televisiva The O.C..
- Lindsey McDonald è un personaggio della serie televisiva Angel.
- Lindsey Naegle è un personaggio della serie animata I Simpson.
- Lindsay Peterson è un personaggio della serie televisiva Queer as Folk.